# 山口県立西市高等学校
山口県立西市高等学校（やまぐちけんりつ にしいちこうとうがっこう）は、山口県下関市豊田町大字殿敷に所在した公立の高等学校。総合選択制を取り入れていた。
2018年限りで新規募集を停止し、2021年3月末をもって廃校となった。

## 設置学科
（総合選択制）
- 普通科
- 生産流通科

## 沿革
- 1944年11月20日 - 山口県立豊浦農林学校開設認可。
- 1948年4月1日 - 山口県立西市農業高等学校に改称。
- 1949年4月1日 - 山口県立田部女子高等学校と統合し山口県立豊浦東高等学校に改称。全日制普通科を設置。
- 1952年4月1日 - 田部校舎と分離。山口県立西市高等学校に改称。
- 1991年4月1日 - 農業科を生産流通科に改編。
- 2019年4月1日 - 新規募集を停止し、新入生から山口県立山口農業高等学校の分校（西市分校）となり、総合学科（普通系列、農業系列）に改編。ただし、在校生は引き続き山口県立西市高等学校の在籍となる[1]
- 2021年3月31日 - 山口県立西市高等学校閉校[2]

## 著名な卒業生
- 田中和徳 - 復興大臣、衆議院議員（神奈川県10区・自民党）
- 中本健太郎 - 陸上競技選手（ロンドンオリンピック男子マラソン日本代表・6位入賞）

## 周辺
- 東八幡宮
- 安白川
- 山本川
- 豊田ホタルの里ミュージアム